# Малик Делгати
Џастин Лесаж (енгл. Justin Lesage; Монтреал, 29. септембар 2000), познат као Малик Делгати (енгл. Malik Delgaty), канадски је геј порнографски глумац. Након што је потписао уговор са порнографском продуцентском кућом Men.com, постао је један од најтраженијих геј порнографских глумаца.

## Биографија
Рођен је 29. септембра 2000. у франкоканадској породици у Монтреалу. Тренирао је џудо.
На почетку своје геј порнографске каријере, изјашњавао се као стрејт и изјавио је да га „никада нису привлачили мушкарци пре него што је био пред камером”. Касније се изјаснио као бисексуалац. Године 2021. Queer Me Now га је назвао „међу најпопуларнијим глумцима Men.com у овом тренутку”.